# 上蓋拉芬根
上蓋拉芬根是瑞士的城鎮，位於該國北部，由索洛圖恩州負責管轄，面積1.52平方公里，海拔高度462米，2012年人口1,107，一半人口信奉基督教，人口密度每平方公里728人。

## 外部連結
- Official website（页面存档备份，存于） （德文）